# Carlijn Achtereekteová
Carlijn Achtereekteová (* 29. ledna 1990 Lettele) je nizozemská rychlobruslařka.
Ve Světovém poháru debutovala na podzim 2010, pravidelně v něm startuje od sezóny 2011/2012. Na nizozemských šampionátech získala v dalších letech několik cenných kovů na dlouhých tratích 3000 m a 5000 m. Prvního světového šampionátu se zúčastnila v roce 2015, kdy vybojovala v závodě na 5 km stříbrnou medaili. Na Mistrovství Evropy 2018 získala stříbro na trati 3000 m. Na Zimních olympijských hrách 2018 vyhrála závod na 3000 m. Z Mistrovství světa na jednotlivých tratích 2020 si přivezla stříbrnou medaili z distance 3000 m a na následujícím MS 2021 vybojovala na trati 5 km bronz. Startovala na ZOH 2022 (3000 m – 7. místo).